# Seeschlacht bei der Île de Groix
1792

Porrentruy – Marquain – Quiévrain – Verdun – Thionville – Valmy – Lille – Mainz (1792) – Jemappes
1793

Aldenhoven I – Namur – Neerwinden – Mainz (1793) – Famars – Valenciennes (1793) – Arlon (1793) – Hondschoote – Meribel – Avesnes-le-Sec – Pirmasens – Toulon – Fontenay-le-Comte – Cholet – Lucon – Trouillas – Dünkirchen – Le Quesnoy – Menin I – Wattignies – Weißenburg I – Biesingen – Kaiserslautern I – Weißenburg II
1794

Boulou – Landrecis – Menin II – Mouscron – Martinique – Guadeloupe – Tourcoing – Tournai – Kaiserslautern II – San-Lorenzo de la Muga – 13. Prairial – Fleurus – Kaiserslautern III – Vosges – Aldenhoven II
1795

Cornwallis’ Rückzug – Genua – Groix – Hyeres – Handschuhsheim – Mainz (1795) – Mannheim – Loano
1796

Montenotte – Millesimo – Dego – Mondovì – Lodi – Borghetto – Castiglione – Mantua – Siegburg – Altenkirchen – Wetzlar – Kircheib – Kehl – Kalteiche – Friedberg  – Malsch – Neresheim – Sulzbach – Deining – Amberg – Würzburg – Neufundland – Rovereto – Bassano – Limburg – Biberach I – Emmendingen – Schliengen – Caldiero – Arcole – Irland
1797

Fall von Kehl – Rivoli (1797) – St. Vincent – Diersheim – Santa Cruz – Neuwied – Camperduin
Die Seeschlacht bei der Île de Groix (englisch: Battle of Groix, französisch: Bataille de Groix) war eine Schlacht zwischen Teilen der britischen Kanalflotte und der französischen Atlantikflotte. Sie fand am 23. Juni 1795 in der Nähe der Île de Groix im Golf von Biskaya statt. Die britische Flotte unter dem Kommando von Admiral Alexander Hood deckte einen Invasionskonvoi, der ein französisches königtreues Heer zur Eroberung von Quiberon transportierte. Die französische Flotte unter Vizeadmiral Villaret de Joyeuse war eine Woche zuvor ausgelaufen, um einem französischen Konvoi zur Hilfe zu kommen, der von einem britischen Geschwader angegriffen worden war. Die französische Flotte hatte das britische Geschwader am 17. Juni in einem Gefecht vertrieben und versuchte, zu ihrem Stützpunkt in Brest zurückzukehren, als sie am 22. Juni auf die aus 14 Schiffen bestehende Flotte von Hood trafen.

## Vorgeschichte
In den ersten beiden Jahren der französischen Revolutionskriege hatte die französische Atlantikflotte, die hauptsächlich im Hafen von Brest stationiert war, eine Reihe von Rückschlägen erlitten. Die angespannte Atmosphäre in Frankreich nach der Französischen Revolution spiegelte sich in der Flotte wider, die im September 1793 eine Meuterei erlebte. Die daraufhin durchgeführte Säuberungsaktion gegen mutmaßliche Anti-Republikaner hatte den Tod oder die Inhaftierung mehrerer erfahrener Kommandanten zur Folge. Im Mai 1794 stach die französische Flotte in den Atlantik, um einen ankommenden Getreidekonvoi aus den Vereinigten Staaten zu schützen. In der anschließenden Seeschlacht am 13. Prairial wurde sie von der britischen Kanalflotte angegriffen und verlor sieben Schiffe. Im Winter 1794–1795 gingen fünf weitere französische Schiffe bei einem katastrophalen Einsatz mitten in der atlantischen Wintersturmsaison, der so genannten Croisière du Grand Hiver, verloren. Im Frühjahr 1795 gewann die britische Kanalflotte die Oberhand und setzte eine Blockade der französischen Flotte in Brest durch.
Im Mai 1795 schickte der französische Befehlshaber Vizeadmiral Villaret de Joyeuse ein Geschwader aus drei Linienschiffen und mehreren Fregatten unter Konteradmiral Jean Gaspard de Vence nach Bordeaux. Sie hatten den Auftrag, einen Konvoi von Handelsschiffen mit Wein und Brandy nach Brest zu eskortieren. Als Vences Konvoi am 8. Juni die befestigte Insel Belle-Île an der südlichen Küste der Bretagne passierte, wurde er von einem britischen Geschwader aus fünf Linienschiffen und zwei Fregatten unter Vizeadmiral William Cornwallis entdeckt. Vence befahl seinen zahlenmäßig unterlegenen Schiffen, sich hinter den Batterien von Belle-Île in Sicherheit zu bringen und nach einem kurzen Scharmützel zog Cornwallis seine Truppen mit acht gekaperten Handelsschiffen zurück. Während Cornwallis seine Prisen zur Mündung des Ärmelkanals eskortierte, segelte Vence von Belle-Île aus und entdeckte am 15. Juni, dass die Hauptstreitmacht der Atlantikflotte zu seiner Rettung in See gestochen war.
Am Morgen des 16. Juni kehrte Cornwallis auf der Suche nach Vence in die Region zurück und entdeckte stattdessen Villaret de Joyeuse mit einer überwältigenden Streitmacht. Diesmal war Cornwallis gezwungen, sich auf das offene Meer zurückzuziehen, mit der französischen Flotte in seinem Rücken. Am Morgen des 17. Juni waren die führenden französischen Schiffe nahe genug, um das Feuer auf seine Nachhut zu eröffnen. Den ganzen Tag über beschoss die französische Vorhut das hinterste britische Schiff, die HMS Mars, bis das Schiff schließlich zurückfiel. Um die Mars zu schützen, stellte Cornwallis die HMS Royal Sovereign zwischen die Mars und die Franzosen. Gleichzeitig hatte Cornwallis der Fregatte HMS Phaeton befohlen, seinem Geschwader vorauszufahren und falsche Signale zu geben, welche die baldige Ankunft einer britischen Flotte ankündigten. Diese Signale in Verbindung mit dem zufälligen Auftauchen unbekannter Segel im Norden beunruhigten Villaret so sehr, dass er um 18:40 Uhr die Verfolgung abbrach und zur französischen Küste zurückkehrte. Dies ermöglichte Cornwallis, ohne weitere Zwischenfälle nach Großbritannien zurückkehren.
Weder Villaret noch Cornwallis wussten, dass sich die britische Kanalflotte ebenfalls auf See befand. Sie war am 12. Juni mit 14 Linienschiffen und 11 kleineren Schiffen unter dem Kommando von Admiral Alexander Hood, aus Spithead ausgelaufen. Hood hatte die Aufgabe, einen Transportkonvoi unter dem Kommando von Kommodore John Borlase Warren zu sichern. Dieser sollte eine Armee der französischen Royalisten nach Quiberon bringen, um in der Bretagne eine Gegenrevolution auszulösen. Die Fahrt durch den Ärmelkanal und um die Landzunge von Ouessant herum dauerte sieben Tage, sodass die kombinierte Flotte und das Expeditionskorps am 19. Juni vor Belle-Île ankamen. Admiral Hood hatte Warren befohlen, seinen Konvoi nach Quiberon zu führen, während der Hauptteil der Kanalflotte weiter draußen auf See blieb. Diese sollten einen eventuellen Angriff der französischen Atlantikflotte abfangen, von der Hood annahm, dass sie von Brest aus nach Süden vorrücken würde. Dass die französische Flotte eine Woche zuvor bereits ausgelaufen war, war ihm nicht bekannt.

## Die Schlacht
Die Fregatte HMS Arethusa entdeckte die Franzosen zuerst, als Villaret seine Flotte aus dem geschützten Ankerplatz herausführte. Die Ausgucke auf der Arethusa hatten fälschlicherweise 16 Linienschiffe und zehn Fregatten ausgemacht. Warren sandte sofort eine Nachricht an Hood und befahl seinem Konvoi, abzudrehen. Villaret verfolgte Warren nicht. Er hatte ihre wahre Stärke möglicherweise nicht richtig eingeschätzt, außerdem hatten seine Schiffe nur noch wenig Proviant an Bord. Am Morgen des 20. Juni kam Hoods Flotte in südöstlicher Richtung in Sicht. Warren erhielt den Befehl, seine drei Linienschiffe abzukommandieren, um Hoods Flotte gegen die vermeintliche französische Übermacht zu verstärken. Ohne auf das Eintreffen der Schiffe zu warten, segelte Hood gegen den Wind zurück zur Küste und versuchte, seine Flotte zwischen dem britischen Konvoi und Villarets Schiffen zu positionieren.
Durch ungünstige Winde konnten die Briten die Franzosen erst am 22. Juni um 15:30 Uhr in südöstlicher Richtung etwa 42 Seemeilen (78 km) vor der französischen Küste ausmachen. Als Villaret die größere britische Flotte sah, befahl er seiner Flotte, in Richtung Land umzukehren. Hood nahm die Verfolgung auf, als er bemerkte, dass die Franzosen nicht beabsichtigen, sich der Schlacht zu stellen. Um die Chancen zu erhöhen, die Franzosen einzuholen, befahl Hood um 18:30 Uhr seinen schnellsten Schiffen – der Sans Pareil, der Orion, der Colossus, der Irresistible, der Valiant und der Russell –, aus der Formation auszubrechen und die Verfolgung aufzunehmen. Er selbst folgte mit der Royal George und dem Rest der Flotte.
Während die britischen Schiffe im Laufe des Vormittags die Distanz zu den Franzosen immer mehr verringern konnten – um 12:00 Uhr war die französische Flotte etwa 12 Seemeilen (22 km) entfernt – erschwerte eine Flaute am Nachmittag die weitere Verfolgung. Um sicherzustellen, dass sie in der Lage waren, die Franzosen abzufangen, egal welchen Kurs sie einschlugen, teilte Hood seine Flotte auf breiter Front in zwei hintereinander liegende Gruppen auf. Um 19:00 Uhr gab Hood seinen Schiffen das Signal, die Nachhut der Franzosen anzugreifen und um 19:25 Uhr, diejenigen französischen Schiffe anzugreifen, von denen sie überholten würden. Um 22:30 Uhr trat eine weitere Flaute ein, die erst gegen 3:00 Uhr endete, als der Wind aus Südwest auffrischte, so dass die Franzosen bei Tagesanbruch direkt vor ihnen lagen. Der Hauptteil der französischen Flotte segelte in einem losen Verband mit drei oder vier Schiffen in Kiellinienformation und einem Schiff, der Alexandre unter Kapitän François Charles Guillemet als Nachhut, nur 3 Seemeilen (5,6 km) von der britischen Vorhut entfernt.
Wider Erwarten war das führende Schiff von Hood die Queen Charlotte unter dem Kommando von Kapitän Andrew Snape Douglas. Unmittelbar hinter Douglas befand sich die Irresistible unter Kapitän Richard Grindall mit der Orion, der Colossus, der Sans Pareil und der Russell in geringem Abstand hinter den Führenden und dem Rest der Flotte. Um 4:00 Uhr befand sich die Queen Charlotte etwa 8 Seemeilen (15 km) westlich von Groix, mit der französischen Küste dahinter. In der Hoffnung, dass Hood ihm nicht in die engen Gewässer um die gut befestigte Insel folgen würde, zog er sich dorthin zurück. Die südliche bretonische Küste war eine außerordentlich gefährlich Region, in der atlantische Stürme Schiffe auf schlecht kartierte Riffe und Felsen treiben konnten.
Da die Alexandre nun Gefahr lief, isoliert zu werden, schickte Villaret um 5:00 Uhr die Fregatte Régénérée, um das Schiff in Schlepp zu nehmen. Knapp eine Stunde später kam die Queen Charlotte in Reichweite, worauf Guillemet mit seinen Heckgeschützen das Feuer eröffnete. Die Queen Charlotte erwiderte das Feuer und wurde von der Orion unter Kapitän James Saumarez unterstützt, die kurz nach 6:00 Uhr das Feuer eröffnete. Die Régénérée, machtlos gegen zwei Schiffe, kappte die Schlepptaue und schloss sich wieder der französischen Flotte an. Villarets Streitmacht hatte sich erneut geteilt, wobei die Formidable unter Kapitän Charles Linois ein Stück vor der Alexandre und Villaret mit seinem Flaggschiff Peuple vor der Formidable lag. An der Seite der Peuple befanden sich die Redoutable, die Mucius, die Wattignies, die Tigre und die Nestor. Der Rest der Flotte war weitergeseglt und hatte nun einen beträchtlichen Vorsprung. Villaret gab Signale zur Bildung einer engen Schlachtlinie und alle französischen Schiffe wiederholten das Signal, aber keines führte das Manöver aus.
Um 6:15 Uhr passierte die Queen Charlotte die Alexandre und begann auf die Formidable zu feuern. Die Formidable konnte dem Angriff der Briten fünfzehn Minuten lang standhalten, bevor auf dem Achterdeck ein Feuer ausbrach. Während die französische Besatzung versuchte, den Brand zu löschen, erreichte die Sans Pareil das französische Schiff und feuerte eine Breitseite ab, wodurch die Formidable an Geschwindigkeit verlor und weiter vom Hauptverband der Franzosen zurückfiel. Durch den Beschuss der Queen Charlotte war die Fromidable vollkommen kampfunfähig und mehr als 320 Männer der 717-köpfigen Besatzung waren getötet oder verwundet worden. Als die Sans Pareil den Bug der Formidable kreuzte, brach der Besanmast des Schiffes und Linois, der den Rest der britischen Flotte rasch herannahen sah, strich seine Flagge und ergab sich. Etwa zur gleichen Zeit stießen die Colossus und die Russell mit der London und der Queen auf das französische Zentrum vor, wo Villaret sie erwartete.
Um 7:00 Uhr lieferten sich vier britische und sechs französische Schiffe ein Nahkampfgefecht, während die französische Vorhut weiter nach Osten segelte und die langsameren Teile der britischen Flotte bei den schwachen Winden nur mühsam vorankamen. Das gesamte Gefecht verlagerte sich langsam in Richtung von Groix, in deren Nähe Villaret seine Flotte zum Schutz vor den Briten bringen wollte. Die Queen Charlotte musste sich aus dem Gefecht zurückziehen, da ihre Takelage und ihre Segel so stark beschädigt waren, dass sie nicht mehr steuerbar war. Um 7:14 Uhr driftete sie an der Alexandre vorbei, die das Feuer eröffnete, sich aber ergab, nachdem die Briten das Feuer mit verheerender Wirkung erwiderten. Selbst als sein Schiff zurückfiel, ließ Douglas auf die Peuple und die Tigre feuern, dem sich die Sans Pareil anschloss und die Tigre unter Kapitän Jacques Bedout schwer beschädigte. Villaret gab Signal, der Tigre zu Hilfe zu kommen. Er positionierte sich sogar vor seinen eigenen fliehenden Schiffen, in der Hoffnung, ihnen den Rückzug abzuschneiden und sie zu zwingen, seinen Befehlen nachzukommen. Später schrieb Villaret in seinem Bericht:

„Sie wären über mich drüber gefahren wenn nicht Jean-Nicolas Topsent das Kommando übernommen und eine Kollision verhindert hätte.“

Als die Tigre die Schlachtlinie verließ, schlossen sich die Queen und die London dem Angriff auf das isolierte Schiff an und Bedout war gezwungen, angesichts der Überzahl zu kapitulieren. Das französische Schiff war schwer angeschlagen, der Laderaum stand unter Wasser, die Masten und die Takelage waren stark beschädigt und mehr als 130 Männer waren getötet oder verwundet worden, darunter Bedout, der dreimal getroffen worden war. Um 7:57 Uhr erreichte Hood mit der Royal George das Gefecht. Douglas, der in der Zwischenzeit die Queen Charlotte wieder flott gemacht hatte, fiel in Erwartung eines erneuten Angriffs hinter die Royal George zurück. Um 8:15 Uhr gab Hood der Colossus, die sich etwa 1,5 Seemeilen (2,8 km) vor Hood befand, das Signal, zur Flotte zurückzukehren. Er wiederholte den Befehl an die Sans Pareil, die sich ein Rückzugsgefecht mit der Peuple geliefert hatte. Hood nahm daraufhin die Verfolgung auf, holte die schwer beschädigte Peuple etwa eine halbe Seemeile (0,93 km) westlich von Groix ein und feuerte eine Breitseite auf das französische Flaggschiff. Er gab eine weitere Breitseite auf die Tigre, von er nicht wusste, dass sie bereits kapituliert hatte. Ohne auf die nahe Peuple und den Rest der französischen Flotte zu achten, die zwischen Groix und dem Fluss Laïta verstreut lag, drehte Hood, gefolgt von der britischen Flotte, um 8:37 Uhr nach Südwesten ab.

## Nachwirkungen
Hood gab beim Rückzug die Anweisung, die Alexandre, die Formidable und die Tigre von der HMS Prince, der Barfleur bzw. der Prince George in Schlepptau zu nehmen.
Die britische Flotte war in gutem Zustand: Fünf Schiffe waren überhaupt nicht in Aktion getreten und von den Schiffen, die eingesetzt wurden, hatte nur die Queen Charlotte nennenswerte Schäden erlitten. Die britische Flotte hatte 31 Gefallene und 113 Verwundete zu beklagen. Hood bemannte die erbeuteten Schiffe und schickte sie nach Großbritannien zurück, während die Flotte nach Osten, zu Warrens Konvoi zurückkehrte. Hood blieb bis zum 20. September vor Quiberon, um ein erneutes Eingreifen Villarets zu verhindern. Anschließend kehrte er nach Großbritannien zurück, ließ aber den Großteil der Blockadeflotte unter Konteradmiral Henry Harvey vor der bretonischen Küste. Der 68-jährige Hood wurde im Oktober nach einem Streit mit dem Ersten Lord der Admiralität, George Spencer, zwangsweise in den Ruhestand versetzt, wurde aber 1796 wieder rehabilitiert und hatte bis 1800 das Kommando über die Kanalflotte inne.
Villaret sammelte unterdessen seine versprengten Schiffe und berief seine Offiziere ein, um das weitere Vorgehen zu besprechen. Der französische Admiral glaubte, dass Hood sich nur vorübergehend zurückgezogen hatte und bald zurückkehren würde, um das Gefecht fortzusetzen. Er schlug daher vor, vor der Küste in einer starken Verteidigungsposition zu ankern und den Angriff der Briten abzuwarten. Dieser Plan wurde von Konteradmiral Kerguelen und Étienne Eustache Bruix vehement abgelehnt. Sie argumentierten, dass die Briten in einer solchen Position die Luvstellung nutzen könnten, um die Franzosen nach Belieben zu beschießen und mit Brandern anzugreifen. Auf ihren Rat hin beschloss Villaret, die Flotte im nahe gelegenen Hafen von Lorient in Sicherheit zu bringen, um Proviant und Nachschub aufzufüllen und Reparaturen vor der Rückkehr nach Brest vorzunehmen. Er musste jedoch feststellen, dass Lorient nicht in der Lage war, eine Flotte dieser Größe zu versorgen. Daher war Villaret gezwungen, den Großteil seiner Mannschaft anzuheuern. Erst im Dezember während der Winterstürme konnte ein Teil der Schiffe die Küste hinauf nach Brest fahren, während andere in den Süden nach Rochefort geschickt wurden. Die Franzosen hatten schwere Verluste zu beklagen, insgesamt 670 Tote und Verwundete. Im Anschluss schrieb Villaret einen Brief, in dem er das Verhalten einiger seiner Offiziere verurteilte:

« Soit ignorance, soit ineptie, soit insubordination, malgré nos signaux réitérés, des ordres transmis par porte-voix, rien ne fut fait. Nos boulets atterissaient dans l’eau, le patriotisme à lui seul ne peut manoeuvrer un navire. »

„Sei es Ignoranz, Ungeschicklichkeit oder Insubordination, trotz unserer wiederholten Signale wurde nichts unternommen. Unsere Schüsse sind im Wasser gelandet, Patriotismus allein kann ein Schiff nicht manövrieren.“

Mehrere französische Kapitäne wurden vor ein Kriegsgericht gestellt: Während Larréguy eine Rüge erhielt, weil er die Tigre nicht ausreichend unterstützt hatte, wurde Jean Magnac, der bereits für das Scheitern bei Cornwallis’ Rückzug verantwortlich gemacht wurde, ebenso wie Kapitän Giot-Labrière aus der Marine entlassen. Wie bei der Seeschlacht am 13. Prairial waren Auszeichnungen für den britischen Sieg bei Groix ungleichmäßig verteilt. Hoods Depesche an die Admiralität war kurz und wenig detailliert. Der einzige Offizier, der gelobt wurde, war Kapitän William Domett, dessen Schiff erst in der letzten Phase des Gefechts in Aktion trat. Verschlimmert wurde die Situation durch das Parlament in London, das lediglic Hood, Seymour und Vizeadmiral Alan Gardner namentlich erwähnte. Damit blieben nicht nur die zahlreichen Kapitäne, die an der Schlacht teilgenommen hatten, außen vor, sondern auch Vizeadmiral John Colpoys, dessen Schiff viel stärker in Mitleidenschaft gezogen worden war als das von Gardner. Kontroverser als die Verteilung der Belobigungen war die Debatte über Hoods Entscheidung, die Schlacht zu beenden, während der Rest der französischen Flotte noch in Reichweite war. In seinem offiziellen Bericht schrieb er:

“If the Enemy had not been protected and sheltered by the Land, I have every reason to believe that a much greater Number, if not all the Line of Battle ships, would have been taken or destroyed. When the ships struck, the British squadron was near to some Batteries (on Groix), and in the Face of a strong Naval Port (Lorient).”

„Wäre der Feind nicht durch Land geschützt gewesen, habe ich allen Grund zu glauben, dass eine viel größere Anzahl, wenn nicht sogar alle Linienschiffe, gekapert oder zerstört worden wären. […] Als die Schiffe angriffen, befand sich das britische Geschwader in der Nähe einiger Batterien auf Groix und gegenüber einem starken Marinehafen (Lorient).“

Seine anschließende Sorge um den Expeditionskonvoi von Quiberon zeigt ebenfalls, dass er dessen Schutz als seine Hauptaufgabe betrachtete. Nach Ansicht des französischen Admirals Kerguelen hätten die Briten alle feindlichen Schiffe einnehmen oder an der Küste zugrunde gehen lassen können. Historiker haben sich mit dieser Ansicht auseinandergesetzt und die meisten sind sich einig, dass Hoods Rückzug verfrüht war. 1827 stellte der britische Marinehistoriker William James fest, dass die verstreuten Überreste der französischen Flotte von der britischen Nachhut mit dem Vorteil der Luvstellung leicht hätten angegriffen werden können. William Laird Clowes schrieb 1901: „Wir können ziemlich sicher sein, dass die Flotte von Villaret vernichtet worden wäre, wenn ein Nelson, ein Hawke oder sogar ein Boscawen bei dieser Gelegenheit das Kommando gehabt hätte.“ Die Historiker Noel Mostert und Richard Woodman verglichen Groix mit den Schlachten von Genua und Hyères, die im selben Jahr im Mittelmeer stattfanden, wo Admiral William Hotham unter ähnlichen Umständen ebenfalls versprengte und sich zurückziehende französische Flotten entkommen ließ, obwohl sie hätten vernichtet werden können.

## Die Flotten

### Großbritannien
| Admiral Hoods Flotte              | Admiral Hoods Flotte | Admiral Hoods Flotte    | Admiral Hoods Flotte | Admiral Hoods Flotte | Admiral Hoods Flotte | Admiral Hoods Flotte                          |
| Schiff                            | Kanonen              | Kommandant              | Verluste             | Verluste             | Verluste             | Anmerkungen                                   |
| Schiff                            | Kanonen              | Kommandant              | getötet              | verwundet            | Insgesamt            | Anmerkungen                                   |
| --------------------------------- | -------------------- | ----------------------- | -------------------- | -------------------- | -------------------- | --------------------------------------------- |
| HMS Royal George                  | 100                  | William Domett          | 0                    | 7                    | 7                    | Flottenflaggschiff von Admiral Alexander Hood |
| HMS Queen Charlotte               | 100                  | Andrew Snape Douglas    | 4                    | 32                   | 36                   |                                               |
| HMS Queen                         | 98                   | William Bedford         | 0                    | 0                    | 0                    | Flaggschiff von Vizeadmiral Alan Gardner      |
| HMS London                        | 98                   | Edward Griffith         | 0                    | 3                    | 3                    | Flaggschiff von Vizeadmiral John Colpoys      |
| HMS Sans Pareil                   | 80                   | William Browell         | 10                   | 2                    | 12                   | Flaggschiff von Konteradmiral Hugh Seymour    |
| HMS Orion                         | 74                   | James Saumarez          | 6                    | 18                   | 24                   |                                               |
| HMS Irresistible                  | 74                   | Richard Grindall        | 3                    | 11                   | 14                   |                                               |
| HMS Russell                       | 74                   | Thomas Larcom           | 3                    | 10                   | 13                   |                                               |
| HMS Colossus                      | 74                   | John Monkton            | 5                    | 30                   | 35                   |                                               |
| Nicht direkt am Gefecht beteiligt |                      |                         |                      |                      |                      |                                               |
| HMS Prince of Wales               | 98                   | John Bazely             | –                    | –                    | –                    |                                               |
| HMS Prince                        | 98                   | Charles Powell Hamilton | –                    | –                    | –                    |                                               |
| HMS Prince George                 | 98                   | William Edge            | –                    | –                    | –                    |                                               |
| HMS Barfleur                      | 98                   | James Richard Dacres    | –                    | –                    | –                    |                                               |
| HMS Valiant                       | 74                   | Christopher Parker      | –                    | –                    | –                    |                                               |

### Frankreich
| Admiral de Joyeuses Flotte | Admiral de Joyeuses Flotte | Admiral de Joyeuses Flotte           | Admiral de Joyeuses Flotte | Admiral de Joyeuses Flotte | Admiral de Joyeuses Flotte | Admiral de Joyeuses Flotte                                       |
| Schiff                     | Kanonen                    | Kommandant                           | Verluste                   | Verluste                   | Verluste                   | Anmerkungen                                                      |
| Schiff                     | Kanonen                    | Kommandant                           | getötet                    | verwundet                  | Insgesamt                  | Anmerkungen                                                      |
| -------------------------- | -------------------------- | ------------------------------------ | -------------------------- | -------------------------- | -------------------------- | ---------------------------------------------------------------- |
| Peuple                     | 122                        | Jacques Angot                        |                            |                            |                            | Flottenflaggschiff                                               |
| Formidable                 | 74                         | Charles-Alexandre Léon Durand Linois |                            |                            | 320                        | gekapert                                                         |
| Alexandre                  | 74                         | François Charles Guillemet           |                            |                            | 220                        | gekapert                                                         |
| Mucius                     | 74                         | Larréguy                             |                            |                            |                            |                                                                  |
| Jean Bart                  | 74                         | Louis Marie Le Gouardun              |                            |                            |                            |                                                                  |
| Droits de l’Homme          | 74                         | Yves Cornic Dumoulin                 |                            |                            |                            |                                                                  |
| Fougueux                   | 74                         | Giot-Labrière                        |                            |                            |                            |                                                                  |
| Nestor                     | 74                         |                                      |                            |                            |                            | Flaggschiff von Contre-amiral Jean Gaspard de Vence              |
| Redoutable                 | 74                         | Pierre Augustin Moncousu             |                            |                            |                            | Flaggschiff von Vice-amiral Yves Joseph de Kerguelen de Trémarec |
| Wattignies                 | 74                         | Joseph René Donat                    |                            |                            |                            |                                                                  |
| Zélé                       | 74                         | Jean-Charles-François Aved-Magnac    |                            |                            |                            |                                                                  |
| Tigre                      | 74                         | Jacques Bedout                       |                            |                            | 130                        | gekapert                                                         |